# Возрождение (партия, Болгария)
«Возрожде́ние» (болг. Възраждане) — националистическая политическая партия в Болгарии, основанная Костадином Костадиновым в 2014 году. Партия определяется участниками как патриотическая, а многими аналитиками — как евроскептическая, антизападническая и русофильская, а также как гомофобная, антицыганская и антипрививочная.

## История

### Образование
В 2013 году один из членов партии «ВМРО-БНД» Костадин Костадинов вышел из партии в связи с тем, что был недоволен избранием Красимира Каракачанова на пост председателя в 2013 году.
В июне 2014 Костадинов сообщил журналистам, что 2 августа того же года в городе Плиска пройдёт учредительное собрание по созданию партии «Возрождение». Инициаторы выбрали день, в который отмечается годовщина Илинденского восстания.

### Билборды в защиту ЛГБТ
В связи с кампанией по защите прав гей-пар, в конце 2018 года в некоторых городах Болгарии были установлены билборды с изображениями однополых пар под надписью: «Всё в порядке. Это просто любовь». Они вызвали острую общественную реакцию (рекламные щиты подверглись вандализму и впоследствии были сняты властями). В ответ на размещение этих билбордов партия «Возрождение» установила в тех же местах контррекламные щиты. Их вид был выдержан в духе предыдущих, так как они изображали семью с тремя детьми с надписью «Всё в порядке. Это нормальная семья». Их появление вызвало негативную реакцию и протесты со стороны ЛГБТ-сообществ.

### Протесты
В 2018 году. партия Возрождения оценивает 3-е правительство Бойко Борисова (составлено между партиями «ГЕРБ» и «Объединённые патриоты») как чрезвычайно вредное для страны. С начала 2020 года партия «Возрождение» начинает активные протестные действия против него. На 27 января 2020 года. при протесте, организованом партией перед Министерством регионального развития и благоустройства полиция использует слезоточивый газ для разгона протестующих. Есть десятки отравленных, нуждающихся в медицинской помощи, а также арестованые.
После слабых ограничительных мер во время пандемии коронавируса 14 мая 2020 «Возрождение» проводит акции протеста с требованием отставки правительства, к которому присоединились тысячи граждан, не связанных с партией.
12 января 2022 года партия организовала протест с требованиями удаления зелёного сертификата и противоэпидемиологических мер, которые применялись на территории Республики Болгария, они были определены партией как нарушающие конституцию страны. Также были просьбы отставки правительства Кирилла Петкова.

### С 2022 года
В марте 2022 года представители партии в парламенте предложили ввести квоты на государственных каналах телевидения и радио (БНТ и БНР) — не менее 50 % болгарской музыки в эфире. Подобные квоты, по утверждению представителей партии, действуют в Бельгии, Дании, Греции, Франции, Эстонии и других странах Европы.
6 апреля 2022 года партия организовала в центре Софии на площади Народного собрания массовый митинг «Вместе за Болгарию». По его итогам в парламент было передано требование отказаться от военной помощи «любой из сторон» конфликта на Украине, а также от размещения на болгарской территории вооружений, «дальнобойность которых могла бы угрожать какой-либо из враждующих сторон». Проведённое в конце марта социологическое исследование показало, что лишь 16 % болгар поддерживают предоставление военной помощи Украине, при этом помощь украинским беженцам одобряют 53 % опрошенных.
4 мая 2022 Костадин Костадинов объявил что «Возрождение» не признаёт действующую власть легитимной и назвал её преступной. Он также призвал болгарских граждан к гражданскому неповиновению. Парламентская фракция «Возрождения» успешно бойкотировала (вместе с ГЕРБ, «Есть такой народ» и ДПС) заседания парламента 23 июня после вынесения вотума недоверия правительству Кирила Петкова, кворум не собрался.
В сентябре представители «Возрождения» сообщили о планах приватизировать софийского поставщика теплоснабжения «Топлофикация София» и потребовали прозрачности этого процесса. Именно инфляция и энергетический кризис вызывают в 2022 году наибольшее беспокойство у болгарского избирателя по данным опросов (40 % и 19 % соответственно).

## Идеология[21]
Партией провозглашается защита национальных интересов путём поддержки национальной экономики, в том числе путём применения принципа социальной ответственности государства; ориентация в первую очередь на малые и средние предприятия и семейный бизнес, создание системы налоговых, административных и иных мер по стимулированию их деятельности, инвестиции в компании на ранней стадии развития; льготное налогообложение и лучшие условия для всей болгарской бизнес-среды; сокращение расходов бюджета на административные цели и увеличение доходной части бюджета через повышение эффективности управления государственными ресурсами, в частности — государственным имуществом; внедрение программы возвращения болгар из-за рубежа, стимулирующей открытие их бизнеса на родине.
Особое внимание в программе отводится вопросам национальной безопасности. Приоритетом провозглашается создание элитной регулярной болгарской армии. Обещаются инвестиции в оборудование и технику для национальной обороны и безопасности. Заявляется, что армия будет состоять из трёх основных частей — личного состава полностью профессиональной регулярной армии (высокотехнологичные соединения ВВС и ВМФ, а также спецназ и часть сухопутных войск), призывников, а также резерва вместе с приданными ему гражданскими объединениями. Провозглашается методическая подготовка всего населения к мобилизационной готовности и оборонным действиям, периодическая подготовка резервных формирований — через систему практических занятий по выработке необходимых боевых навыков, по образцу швейцарской армии. Будет определена минимальная численность вооруженных сил по видам войск и минимальный процент ВВП на расходы на оборону. Служба в вооруженных силах по призыву провозглашается обязательной для каждого взрослого гражданина Болгарии мужского пола в течение нескольких недель. Обещается краткосрочная и среднесрочная программа перевооружения и переоснащения армии. «Военные должны восстановить контроль над военными частотами и инфраструктурой, которые в настоящее время принадлежат частным компаниям в рамках приватизационных сделок». Провозглашается необходимость постройки единого комплексного центра аварийно-спасательных работ для борьбы со стихийными бедствиями, террористическими актами и т. п. Обещается государственная поддержка конструкторского и технологического усовершенствования продукции болгарской военной промышленности, защита интересов предприятий оборонного комплекса и приоритетное оснащение армии болгарским вооружением и техникой при прочих равных условиях.
В области внутренней политики провозглашается; «Мы верим, что нация представляет собой венец болгарского социального развития и как таковая должна быть сохранена любой ценой. Болгарская нация — это совокупность личностей с болгарским самосознанием и болгарской культурной принадлежностью, объединённых общей государственностью. Однако в условиях постмодернистской либеральной демократии эта логичная и простая истина все чаще оспаривается». «Мы считаем, что возможность получения привилегий в результате принадлежности к какому-либо этническому, религиозному, половому или иному меньшинству является причиной, а не его интеграции-сегрегации и инкапсуляции этого меньшинства. Попытка привить сознание того, что каждый человек таков, каким он чувствует себя или думает в зависимости от настроения в данный момент, мы считаем глубоко ошибочной и вызывающей разногласия. Мы против предоставления каких-либо привилегий по национальному, религиозному, политическому или иному признаку. Мы категорически против попыток уничтожить болгарскую нацию за счет искусственно созданных волн иммигрантов и беженцев».
Нынешняя внешняя политика характеризуется как «робкая, бездеятельная, уступчивая и даже трусливая», с отсутствием чётких идей и целей, кроме переориентации с «просоветской» на «проатлантическую» «лояльность», что приводило к хаосу, низкой эффективности и бесперспективности. Как пример приводится принятая концепция многочисленных транспортных коридоров в обход Болгарии. Говорится, что для экономического развития Болгарии важны тесные связи со старыми экономическими партнерами: странами Восточной Европы, арабского мира, Дальнего Востока и другими странами за пределами Евросоюза. Также считается важным объединение соотечественников за рубежом и налаживание связей с ними. Партия провозгласила целью полное объединение, в перспективе, Болгарии с Республикой Северная Македония, которую считает «вторым болгарским государством». И как конечная цель — «восстановление полной государственной независимости Болгарии».
Лидера партии несколько раз спрашивали, подтверждает ли он, что его партия придерживается пророссийской идеологии. На это он отвечает: «Я всё время говорю только о Болгарии, не знаю, где вы слышали, чтобы я говорил о России… Болгария должна быть независимой страной, не зависящей от других. Нет ничего плохого в том, чтобы вести дела с другими странами, если наша страна тоже заинтересована в этом».

## Участие в выборах

### Парламентские выборы
| год         | голоса  | %     | мест   | №  | место в управлении |
| ----------- | ------- | ----- | ------ | -- | ------------------ |
| 2017        | 37 896  | 1.11  | 0/240  | 11 | вне парламента     |
| Апрель 2021 | 78 414  | 2.41  | 0/240  | 9  | вне парламента     |
| Июль 2021   | 82 147  | 2.97  | 0/240  | 8  | вне парламента     |
| Ноябрь 2021 | 127 568 | 4.86  | 13/240 | 7  | оппозиция          |
| 2022        | 254 952 | 9.83  | 27/240 | 4  | оппозиция          |
| 2023        | 358 174 | 13.58 | 37/240 | 3  | оппозиция          |
| 2024        | 295 915 | 13.78 | 38/240 | 4  | оппозиция          |
| 2024        | 325 468 | 13.35 | 35/240 | 3  | оппозиция          |

#### 2017 год
ЦИК зарегистрировала партию «Возрождение» для участия в парламентских выборах 26 марта 2017 года. После загрузки номер партии в избирательном бюллетене был № 14. Партия не участвует в парламент.
апрель 2021 год
На выборах 4 апреля партия получила 78 414 голосов, чего не хватило для прохождения в парламент.
июль 2021 год
На выборах 11 июля партия набрала 82 147 голосов, чего снова не хватило для прохождения в парламент.
ноябрь 2021 год
На выборах 14 ноября партия получила 127 568 голосов и впервые прошла в Национальное собрание, получив там 13 мест.
2022 год
На парламентских выборах в Болгарии, состоявшихся 2 октября 2022 года, партия набрала 254 952 голоса и получила 27 депутатских мандатов.
2023 год
На досрочных выборах в парламент в апреле 2023 года «Возрождение» набрала 13,58 % голосов (358 174 голоса) и получила 37 депутатских мандатов. По результатам этих выборов только партии «Возрождение» и «Есть такой народ» значительно улучшили свою позицию, все остальные парламентские партии получили меньше мест в 49-м, чем в 48-м собрании. Политолог Огнян Минчев не видит возможности для коалиции, способной сформировать правительство, и предвидит новые досрочные выборы уже в июле 2023 года.
июнь 2024 год
На досрочных выборах в парламент в июне 2024 года «Возрождение» набрала 13,78 % голосов (295 915 голоса) и получила 38 депутатских мандатов.
октябрь 2024 год
На досрочных выборах в парламент в октябре 2024 года «Возрождение» набрала 13,35 % голосов (325 468 голоса) и получила 35 депутатских мандатов.

## Руководство партии
- Костадин Костадинов — председатель
- Велислав Христов — заместитель председателя
- Петар Петров — заместитель председателя
- Цончо Ганев — заместитель председателя
- Николай Дренчев — секретарь